# (17520) Hisayukiyoshio
(17520) Hisayukiyoshio est un astéroïde de la ceinture principale.

## Description
(17520) Hisayukiyoshio est un astéroïde de la ceinture principale. Il fut découvert le 23 janvier 1993 à Kitami par Kin Endate et Kazuro Watanabe. Il présente une orbite caractérisée par un demi-grand axe de 2,61 UA, une excentricité de 0,18 et une inclinaison de 12,5° par rapport à l'écliptique.

## Compléments